# Potamotrygon henlei
Potamotrygon henlei é uma espécie de peixe da família Potamotrygonidae, também conhecido como Arraia-de-fogo.
Esta arraia é edêmica do Brasil. Seus habitats naturais são rios e lagos. Seu comportamento é pacífico, ela tem hábitos noturnos e se alimenta de pequenos peixes e invertebrados principalmente durante a noite. Ela está ameaçada de extinção por causa da perda de habitat.